# Lasioglossum benignum
Lasioglossum benignum är en biart som beskrevs av Pesenko 1986. Lasioglossum benignum ingår i släktet smalbin, och familjen vägbin. Inga underarter finns listade i Catalogue of Life.